# Sotara
Sotara é um município da Colômbia, localizado no departamento de Cauca.